# 洛平湖

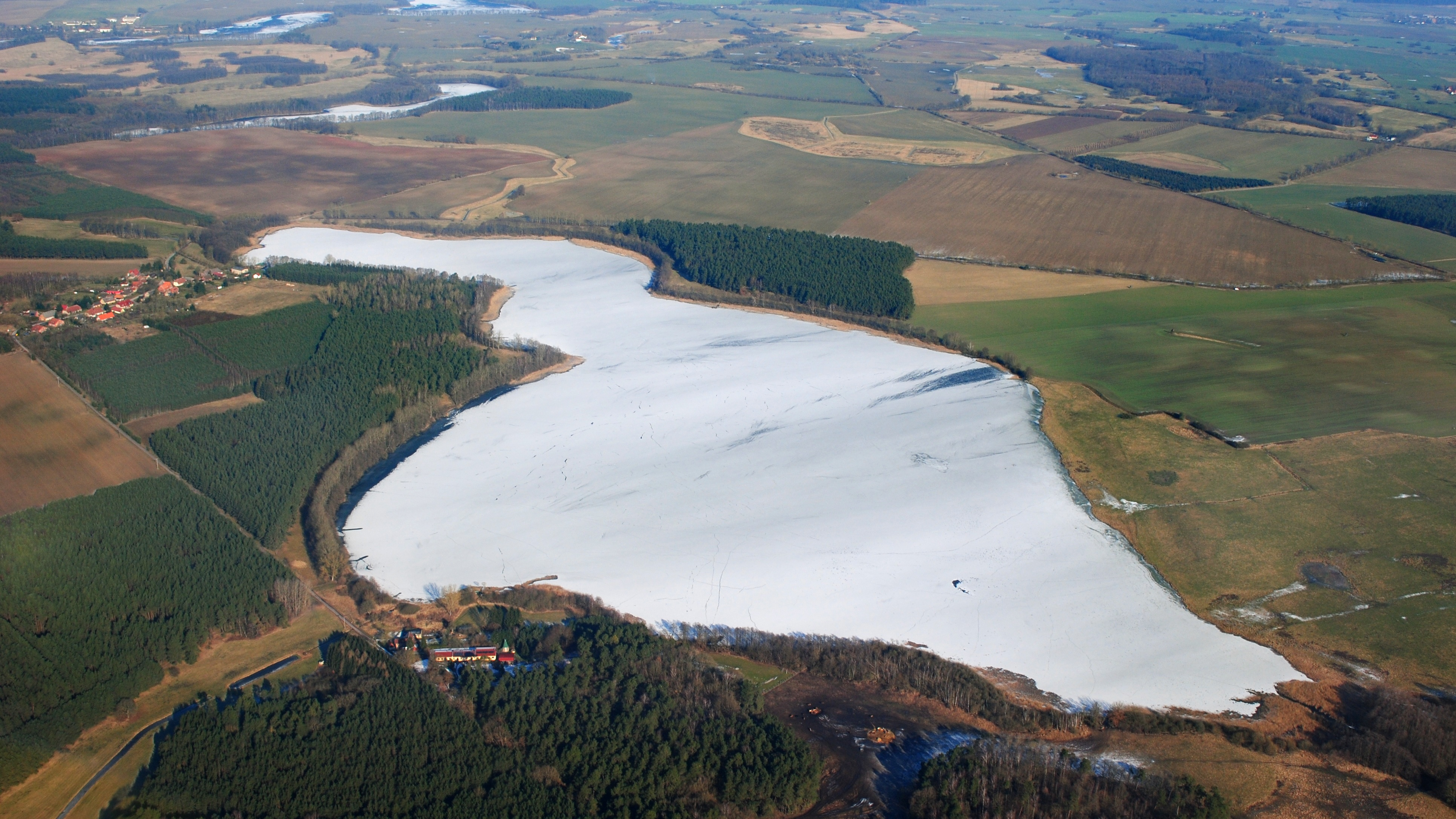

53°32′49.34″N 12°31′36.54″E / 53.5470389°N 12.5268167°E
洛平湖（德語：Loppiner See），是德國的湖泊，位於該國東北部，由梅克倫堡-前波美拉尼亞州負責管轄，處於梅克倫堡湖區縣，長2公里、寬0.9公里，面積0.87平方公里，海拔高度62米。